# NGC 3538
NGC 3538 — двойная звезда в созвездии Дракона. Открыта Генрихом Луи Д'Арре в 1866 году. Идентифицирована как двойная звезда в анонимной статье 1911 года в журнале Ежемесячные заметки королевского астрономического общества. Был использован метод фотографирования неба с помощью 30-дюймового рефлекторного телескопа. Исследование было проведено по заказу Дрейера для идентификации объектов, открытых в 1810 году Гершелем, но зафиксированных с большими систематическими ошибками в положении на небе. Автором статьи считают Фрэнка Дайсона.
Этот объект входит в число перечисленных в оригинальной редакции «Нового общего каталога».